# Robledillo de la Jara
Robledillo de la Jara è un comune spagnolo di 93 abitanti situato nella comunità autonoma di Madrid.